# 四角化正方形鑲嵌
在幾何學中，四角化正方形鑲嵌（英語：Tetrakis square tiling）是一種平面鑲嵌，其為半正鑲嵌截角正方形鑲嵌的對偶鑲嵌，整體由等腰直角三角形拼合，密鋪於歐幾里得平面。四角化正方形鑲嵌是將正方形鑲嵌中的每一個正方形從重心分割為四個全等的直角三角形在直線上無限排列所組成的鑲嵌，其分割出來的三角形角度為45-45-90，也可以視為將正方形鑲嵌中的每一個正方形從重心分割為八個全等的直角三角形所組成的鑲嵌，因此又稱為八角化正方形鑲嵌。
康威和古德曼-施特勞斯將之稱為kisquadrille，因為四角化正方形鑲嵌可以透過將正方形鑲嵌經過四角化變換來構造，四角化又稱為克利多面體變換簡稱為kis。它也被稱為英國國旗網格（Union Jack lattice），因為其分支度為8的頂點周圍的三角形與英國國旗相似。
其面的布局以符號V4.8.8表示形成的公共頂點有4個三角形、8個三角形二種公共頂點。